# Village étudiant de Steinan
Le village étudiant de Steinan est une cité universitaire à Trondheim, en Norvège. Malgré son nom, Steinan se situe dans la localité de Vestlia, à l'ouest de Steinan. Le village étudiant est géré par le centre des œuvres universitaires de Trondheim (SiT). Les logements étudiants sont collectifs et répartis dans une trentaine de maisonnettes et dans deux bâtiments de quatre étages. Le village dispose d'un salle commune où des activités sont régulièrement organisées, d'un espace fitness et d'une supérette.  
Steinan est plus isolée du centre ville de Trondheim que les autres villages étudiants gérés par SIT. Il faut en effet parcourir sept kilomètres pour rejoindre le centre ville. Un campus de l'Université norvégienne de sciences et de technologie est toutefois, à seulement 2 km. Il s'agit de Dragvoll, où sont délivrés les enseignements en sciences humaines. 